# Robear
Robear és un robot humanoide per assistir persones amb problemes de mobilitat (grans, malalts…): pot ajudar persones per a aixecar-se, o per passar d'una cadira de rodes cap al llit. Va ser desenvolupat per l'Institut Riken, un centre d'investigació fundat per Takamine Jōkichi l'any 1917 al Japó. La característica que més destaca n'és l'aparença entranyable, amb que s'assembla a un os de peluix humanoide.
Una característica clau en el seu funcionament és la precisió i rapidesa del sistema d'articulacions, proporcionada per unes unitats actuadores amb una relació de transmissió molt baixa. Aquest moviment suau també és proporcionat per la capacitat d'aquests actuadors de retornar la força al sistema. De la mateixa manera, inclou tres tipus de sensors diferents que faciliten aquest balanç entre força i sensibilitat tan necessari. Té braços humanoides recoberts d'escuma d'uretà que garanteixen el comfort del pacient.
La primera versió de Robear, anomenada RIBA (Riken's Robot For Interactive Body Assistence), va ser desenvolupada l'any 2009, seguida de RIBA-II, l'any 2011 precedent un nou model, sortit el febrer de 2015. Les millores han estat sobretot en respecte a la lleugeresa i rang de moviment del robot: La de 2015 pesa 140 kg, 90 menys que RIBA-II. De la mateixa manera, incorpora un sistema de potes desplegables que, al oferir un major equilibri quan fa menester, permet que el robot compti amb una base de mida més reduïda, fet que afegeix la possibilitat de traspassar camins més estrets com portes etc. El mecanisme articulatori en general és més fluid i mou de manera més suau.

## Funcions
Robear va ser desenvolupat en pensar a l'escassetat de cuidadors per a persones dependents. Aquesta necessitat és especialment evident al Japó, on l'edat mitjana de la població ha pujat molt. Dit això, el projecte no vol substituir el treball dels cuidadors, sinó d'assistir-los en tasques bàsiques però físicament esgotadores, com la de aixecar a pacients del llit, traslladar-los o situar-los a la cadira de rodes. Per fer algunes d'aquestes accions Robear requereix assistència humana.
Es comercialitza amb l'eslogan «El robot fort de tacte gentil».Pot ajudar els treballadors en tasques que requereixen molta força quan han d'aixecar persones, una operació freqüent en el dia a dia de l'assistència a persones dependents. Sense ajuda tècnica, amb el temps és una causa de molts problemes de dolors d'esquena.